# Reno Salvail
 (mai 2022).
Pour les articles homonymes, voir Salvail.
Reno Salvail né à Plessisville en 1947 et mort le 2 juin 2023 à Québec est un artiste multidisciplinaire, photographe, auteur et conférencier québécois. 

## Biographie
Reno Salvail est né en 1947 à Plessisville, dans la région du Centre-du-Québec, au Québec. Il a étudié à l’école des beaux arts de Québec, a enseigné la sémiologie de l’image photographique au Cégep de Matane pendant plusieurs années à partir de 1972. Il enseigne aussi au Cégep de Sainte-Foy de 1993 à 2013. Enfin, il est détenteur d’un doctorat en arts plastiques et sciences de l’art de l’Université de Aix-Marseille soutenu en 2001 sous le titre Processus narratifs et modes de l'art-fiction dans une démarche contemporaine en arts visuels : (installations et multi médias) ou l'aventure de la création.
Il pratique les médiums que sont l’installation, le land-art, la photographie, la vidéo, dont il est l’un des pionniers au Québec pour les deux dernières catégories. Il a plus de 40 ans de production à son actif et il a réalisé de nombreuses expositions ses œuvres sont visibles dans les collections du Musée national des beaux-arts du Québec.
Dans son art, il trouve son inspiration de ce qui l’entoure notamment les éléments naturels tels que les sites volcaniques en particulier dans ses œuvres liés aux Rivières de feu, par ailleurs il défend dans ses travaux un point de vue écologique. Ses œuvres peuvent aussi s'inspirer d’évènements plus personnels comme c’est le cas dans sa dernière exposition en date : Renaud.

## Publication
Il publie en 2003, Le Passage de la Grande Ourse évoquant son nomadisme.
En 2024, les Éditions Vu font paraître Je suis devenu le volcan, un ouvrage qui retrace la pratique de l'artiste.

## Expositions (sélection)
- 1976 : Lumières-images, Galerie d'art de Matane, Matane, QC, Canada

- 1983 : Extraordinaires spécimens, Galerie d'art de Matane, Matane, QC, Canada

- 1985 : U-Topos, Galerie d'art de Matane, Matane, QC, Canada[10]
- 1999 : Les aventures de L'Œil de Poisson en Écosse : Reno Salvail : Les balises du sentier de Strathdon «Le chariot d'Arthur», L'Œil de Poisson, Québec, QC, Canada.

- 2005 : La Trace du lièvre, massif des Trois-Évêchés, Cairn centre d’art, Digne-les-bains, France[11]
- 2010 : Les rivières de feu, La bande vidéo, Québec, QC, Canada[12]

- 2018 :
  - Les rivières de feu, Centre VU, Québec, QC, Canada[13],[14]
  - La constellation du pied dans le cadre de la Manif d’art 9 - Biennale de Québec, Québec, QC, Canada

- 2022 : Renaud, Centre d’art le Carré 150, Victoriaville, QC, Canada[15]

## Collections
- Musée des beaux-arts de Sherbrooke
- Musée national des beaux-arts de Québec, Québec, Canada[5].